# Hyrie
Hyrie (Ionien : « Ὑρίη », « Huriē » ; koinè : « Ὑρία », « Huria ») est une ville mentionnée dans le catalogue des vaisseaux d'Homère, dans lequel le premier contingent est celui de Béotie, dans lequel Hyrie et Aulis, où la flotte s'est rassemblée, sont en tête de liste.

## Localisation
Le site appartenait au territoire de Tanagra selon Strabon, qui n'est toutefois pas plus précis sur la localisation de la ville car elle ne semblait plus habitée à son époque. Le géographe Pausanias ne la mentionne pas. Les identifications modernes du site le placent près de Megalo Vouno, sur une butte de la plaine côtière, près de la paralía de Drámesi (grec moderne : Παραλία Αυλίδος (τέως Δράμεσι)), où la surface est jonchée de tessons de poterie de l'Helladique récent, et des fouilles ont révélé des poteries de l'époque mycénienne ancienne dans une tombe.

## Mythologie
Là vivait un roi sans enfant, Hyriée, qui avait prié les Dieux pour avoir un enfant. Zeus, Poséidon et Hermès visitèrent la ville déguisés. Hyriée les accueillit en sacrifiant pour eux un taureau. Comme il se plaignait de ne pas avoir d'enfant, les trois dieux lui dirent d'uriner sur la peau de l'animal qu'il leur avait sacrifié, puis de l'enterrer. Un enfant sortit de terre quelque temps après. Il fut nommé Orion et devint un chasseur.

## Toponymie
Comme la plupart des noms archaïques des cités grecques antiques, tels Athenai ou Mycenae, la forme Hyria  est un pluriel. Son nom aurait eu pour sens « sœurs des ruches » selon le Glossai d'Hésychios d'Alexandrie qui indique que le mot crétois « ὕρον » (« hyron », au singulier) signifierait « essaim d'abeilles » ou « ruche »,.